# Air (Musik)
Das Air (auch das Ayr, Ayre) oder die Aria ist eine Nebenform der musikalischen Gattung Lied, kann aber auch ein einfaches liedhaftes Instrumentalstück bezeichnen. Immer handelt es sich jedoch um eine einfach angelegte Komposition meist in zweiteiliger Liedform.
Die Bezeichnung Air (in der Bedeutung „Melodie“, „Lied“) stammt in diesem Zusammenhang nicht aus dem Englischen (wo auch der Name Toy, so bei Francis Cutting, ähnliche Musikstücke bezeichnete), sondern aus dem Französischen, geht jedoch ursprünglich auf das italienische Wort aria zurück. Im Barock war das Air, sofern es sich nicht um eine Vokalkomposition handelte, ein nicht auf einen Tanz anspielendes, liedartiges Instrumentalstück (etwa als Aria von anonymen Verfassern oder im Werk von Johann Anton Losy von Losinthal († 1721)), auch wenn es in eine Suite eingeschoben war.

## Englische Ayres für Singstimme und Laute
Die Airs für Singstimme und Laute entstanden am Hof der Königin Elisabeth I. von England gegen Ende des 16. Jahrhunderts und genossen große Popularität bis in die 1620er Jahre. Wahrscheinlich basiert das Air einerseits auf der italienischen Monodie, andererseits auf dem Air de cour. Dabei handelt es sich um Sololieder mit einer Lautenbegleitung aus mehreren – in der Regel drei – Teilen. Ihre Popularität begann mit der Veröffentlichung von  John Dowlands (1563–1626) First Book of Songs or Ayres von 1597 (Bis 1612 publizierte er vier Bücher mit lautenbegleitetem Gesang). Dowlands berühmteste Ayres sind Come again, Flow My Tears, I saw my Lady weepe und In darkness let me dwell. Das Genre wurde von Thomas Campion (1567–1620) und Philip Rosseter weiterentwickelt: ihr Book of Ayres (1601) enthält mehr als 100 Lieder für Singstimme und Laute und wurde 1610 viermal nachgedruckt. Obwohl dieser Druckboom in den 1620er Jahren nachließ, wurden weiterhin Ayres geschrieben, aufgeführt und oft bei Maskenspielen eingebunden. Im Vorwort dieses Buches wendet sich vermutlich Campion gegen die „Überfrachtung mit Madrigalismen (tonmalerische Effekte, extreme Chromatik usw.) wie sie die italienischen  Madrigale kennen“. Daher sind diese Ayres sehr schlicht und gesanglich gestaltet. Weitere bedeutende Airkomponisten sind Thomas Weelkes, Thomas Morley. Robert Jones, Francis Pilkington, Alfonso Ferrabosco und Henry Purcell.

## Air bei Bach und Händel
Johann Sebastian Bach setzt in mehreren seiner Suiten einen mit Air oder Aria bezeichneten Satz ein, beispielsweise in der zweiten und vierten Französischen Suite und in der vierten und sechsten Partita. Diese Sätze sind in Tempo und Charakter sehr unterschiedlich, so dass sich kaum eine konkrete Bedeutung dieser Bezeichnung folgern lässt. Auch Bach wird einfach „Melodie“ gemeint haben, wenn er diesen Satztitel verwendete.
Außerdem bezeichnete Georg Friedrich Händel den sechsten Satz der ersten Suite in F-Dur (HWV 348) aus der bekannten Wassermusik als Air. Dieses melodiöse Stück mit seinen charakteristischen punktierten Rhythmen wird gerne von Barockensembles gespielt.
Air aus der 3. Orchestersuite (Bach)
Wohl das bekannteste Beispiel eines mit Air bezeichneten Satzes findet sich in Bachs Orchestersuite D-Dur BWV 1068: Im 2. Satz schweigen die Trompeten, Oboen und Pauken; Streicher und Basso continuo entwickeln alleine einen liedhaften Satz im 4/4-Takt, der zwischen der ausladenden Oberstimmenmelodie und dem in regelmäßigen Achteln schreitenden Bass motivisch voll entwickelte, imitierende Mittelstimmen enthält.
Auf den Geiger August Wilhelmj geht eine Bearbeitung für Violine und Klavier zurück, in der dieses Air nach C-Dur transponiert nur auf der G-Saite gespielt wird; in dieser Bearbeitung erhielt das Stück den Namen Air auf der G-Saite. In dieser Form und in vielen weiteren darauf aufbauenden Bearbeitungen wird die Komposition bis heute immer wieder aufgeführt.